# Teheran
Teheran (în persană تهران ) este capitala și cel mai mare oraș al Iranului. Mai mult de jumătate din industria țării este desfășurată aici. Industria include echipamente electrice, textile, zahăr, ciment și asamblarea vehiculelor cu motor. Este de asemenea un centru fruntaș în privința vânzării covoarelor. O rafinărie de petrol este situată în apropiere.
Teheranul este situat geografic în imediata apropiere a mai multor granițe, inclusiv granița cu Turkmenistan la nord-est.
Inițiativa mutării capitalei la Teheran în 1786 a avut-o șahul Agha Mohammad Khan⁠(en)[traduceți], fondatorul dinastiei Qajar, de origine turcomană.
Aeroportul Internațional Imam Khomeini este situat la 30 kilometri de oraș.

## Clima
| Date climatice pentru Tehran's Mehrabad Airport, Altitude: 1191 M | Date climatice pentru Tehran's Mehrabad Airport, Altitude: 1191 M | Date climatice pentru Tehran's Mehrabad Airport, Altitude: 1191 M | Date climatice pentru Tehran's Mehrabad Airport, Altitude: 1191 M | Date climatice pentru Tehran's Mehrabad Airport, Altitude: 1191 M | Date climatice pentru Tehran's Mehrabad Airport, Altitude: 1191 M | Date climatice pentru Tehran's Mehrabad Airport, Altitude: 1191 M | Date climatice pentru Tehran's Mehrabad Airport, Altitude: 1191 M | Date climatice pentru Tehran's Mehrabad Airport, Altitude: 1191 M | Date climatice pentru Tehran's Mehrabad Airport, Altitude: 1191 M | Date climatice pentru Tehran's Mehrabad Airport, Altitude: 1191 M | Date climatice pentru Tehran's Mehrabad Airport, Altitude: 1191 M | Date climatice pentru Tehran's Mehrabad Airport, Altitude: 1191 M | Date climatice pentru Tehran's Mehrabad Airport, Altitude: 1191 M |
| Luna                                                              | Ian                                                               | Feb                                                               | Mar                                                               | Apr                                                               | Mai                                                               | Iun                                                               | Iul                                                               | Aug                                                               | Sep                                                               | Oct                                                               | Nov                                                               | Dec                                                               | Anual                                                             |
| ----------------------------------------------------------------- | ----------------------------------------------------------------- | ----------------------------------------------------------------- | ----------------------------------------------------------------- | ----------------------------------------------------------------- | ----------------------------------------------------------------- | ----------------------------------------------------------------- | ----------------------------------------------------------------- | ----------------------------------------------------------------- | ----------------------------------------------------------------- | ----------------------------------------------------------------- | ----------------------------------------------------------------- | ----------------------------------------------------------------- | ----------------------------------------------------------------- |
| Maxima medie °C (°F)                                              | 8.3 (46,9)                                                        | 11.1 (52)                                                         | 17.2 (63)                                                         | 22.8 (73)                                                         | 28.5 (83,3)                                                       | 34.5 (94,1)                                                       | 36.8 (98,2)                                                       | 35.9 (96,6)                                                       | 31.6 (88,9)                                                       | 25.4 (77,7)                                                       | 15.8 (60,4)                                                       | 10.4 (50,7)                                                       | 23,19 (73,75)                                                     |
| Minima medie °C (°F)                                              | 1.2 (34,2)                                                        | 3.3 (37,9)                                                        | 8.0 (46,4)                                                        | 13.4 (56,1)                                                       | 18.4 (65,1)                                                       | 23.1 (73,6)                                                       | 25.7 (78,3)                                                       | 24.9 (76,8)                                                       | 21.3 (70,3)                                                       | 15.9 (60,6)                                                       | 8.0 (46,4)                                                        | 3.3 (37,9)                                                        | 13,88 (56,98)                                                     |
| Minima istorică °C (°F)                                           | −15 (5)                                                           | −13 (8,6)                                                         | −8 (17,6)                                                         | −4 (24,8)                                                         | 2.4 (36,3)                                                        | 5.0 (41)                                                          | 14.0 (57,2)                                                       | 13.0 (55,4)                                                       | 9.0 (48,2)                                                        | 2.8 (37)                                                          | −7 (19,4)                                                         | −13 (8,6)                                                         | −15 (5)                                                           |
| Precipitații mm (inches)                                          | 34.6 (1.362)                                                      | 32.2 (1.268)                                                      | 40.8 (1.606)                                                      | 30.7 (1.209)                                                      | 15.4 (0.606)                                                      | 3.0 (0.118)                                                       | 2.3 (0.091)                                                       | 1.8 (0.071)                                                       | 1.1 (0.043)                                                       | 10.9 (0.429)                                                      | 26.0 (1.024)                                                      | 34.0 (1.339)                                                      | 232,8 (9,165)                                                     |
| Umiditate [%]                                                     | 64                                                                | 56                                                                | 48                                                                | 41                                                                | 33                                                                | 25                                                                | 26                                                                | 26                                                                | 27                                                                | 36                                                                | 49                                                                | 62                                                                | 41,1                                                              |
| Nr. mediu de zile ploioase                                        | 9.1                                                               | 8.4                                                               | 10.9                                                              | 10.7                                                              | 8.8                                                               | 3.0                                                               | 2.1                                                               | 1.3                                                               | 1.0                                                               | 5.2                                                               | 7.1                                                               | 8.8                                                               | 76,4                                                              |
| Nr. mediu de zile cu ninsoare                                     | 5.1                                                               | 2.9                                                               | 1.1                                                               | 0.1                                                               | 0                                                                 | 0                                                                 | 0                                                                 | 0                                                                 | 0                                                                 | 0                                                                 | 0.4                                                               | 2.7                                                               | 12,3                                                              |
| Ore însorite                                                      | 177                                                               | 185                                                               | 220                                                               | 219                                                               | 285                                                               | 330                                                               | 338                                                               | 341                                                               | 303                                                               | 248                                                               | 198                                                               | 152                                                               | 2.996                                                             |
| Sursă:                                                            |                                                                   |                                                                   |                                                                   |                                                                   |                                                                   |                                                                   |                                                                   |                                                                   |                                                                   |                                                                   |                                                                   |                                                                   |                                                                   |

## Personalități născute aici
- Bahá'u'lláh (1817 - 1892), fondatorul religiei Bahá'í;
- ʿAbdul-Bahāʾ⁠(d) (1844 - 1921), fiul lui Bahá'u'lláh;
- Bozorg Alavi (1904 - 1997), scriitor;
- Abbas Kiarostami (1940 - 2016), regizor, scenarist;
- DJ Aligator (n. 1975), DJ, producător muzical;
- Maryam Mirzakhani (1977 - 2017), matematician, singura femeie laureată cu Medalia Fields;
- Arash Labaf (n. 1977), cântăreț;
- Danial Hajibarat (n. 1983), regizor, scenarist.